# 대한민국 민법 제265조
대한민국 민법 제265조는 공유물의 관리, 보존에 대한 민법 물권법 조문이다.

## 조문
제265조(공유물의 관리, 보존) 공유물의 관리에 관한 사항은 공유자의 지분의 과반수로써 결정한다. 그러나 보존행위는 각자가 할 수 있다.

## 참고 문헌
- 오석락. "지분권(持分權)을 시효취득하게 된 자(者)가 소유자와의 협의없이 한 사용수익의 효력 - 민사(대법원 1978.5.23 선고 77다 1157 판결 - 참조조문 : 민법 제263조 제265조)." 사법행정 20.2 (1979): 60-63.
- 박의근. "공유물의 관리를 규정한 현행민법 제265조에 대한 민법개정론." 토지법학 38.2 (2022): 1-25.
- 오현수, 일본민법, 진원사, 2014. ISBN 978-89-6346-345-2
- 오세경, 대법전, 법전출판사, 2014 ISBN 978-89-262-1027-7
- 이준현, LOGOS 민법 조문판례집, 미래가치, 2015. ISBN 979-1-155-02086-9

## 같이 보기
- 공유